# Arnaud Gonzalez
Pour les articles homonymes, voir Gonzalez.
Arnaud Gonzalez est un footballeur français né le 24 août 1977 à Dijon. Il joue au poste d'attaquant ou de milieu offensif.

## Biographie
Formé à l'AJ Auxerre, club où il est arrivé à l'âge de 14 ans, Arnaud Gonzalez est vite considéré comme un futur espoir du club, au point que Guy Roux lui offre son premier match de D1 à l'âge de 19 ans en janvier 1996, ce qui lui vaut le titre de champion de France de Division 1. Une année exceptionnelle pour le joueur qui est en plus champion de National 3 avec la réserve bourguignonne, et surtout Champion d'Europe Junior avec l'équipe de France aux côtés de futurs grands noms du foot hexagonal. Mais il sera le seul membre des jeunes attaquants hexagonaux à ne pas avoir connu une carrière l'emmenant à l'équipe de France A. Ses partenaires de l'époque en sélection nationale junior en attaque se nommant Nicolas Anelka, Thierry Henry, et David Trezeguet.
Cependant, il doit attendre fin 1997 pour rejouer quelques matchs en D1 et connaitre par la même occasion son premier match européen (en C3). En outre, son temps de jeu ne s'améliore pas les saisons suivantes, et le départ de Guy Roux  remplacé par Daniel Rolland se révèle peu bénéfique tant ce dernier ne compte pas sur lui.
C'est alors qu'est envisagé un prêt, Gonzalez débarque alors à Beauvais en D2 (et fraichement champion de National) avec lequel il va faire sa première saison pleine au haut niveau. Terminant à une honnête 11e place au classement et après 34 matchs et 2 buts dans l'antichambre de l'élite, il revient à l'AJA plein d'espoir. Et Guy Roux, revenu au poste d'entraineur, semble compter davantage sur lui, malgré un rôle de remplaçant il participe à la 3e place de l'équipe en L1 en 2001-2002. Il participe en 2002-2003 à ses premiers matchs de C1, dont une entrée à Wembley contre Arsenal. Malgré tout, les saisons se suivent et se ressemblent pour Arnaud qui est le plus souvent réduit à un rôle de remplaçant dans l’attaque auxerroise, effectuant une dizaine de matchs par saison. D'autant plus dommage que ses meilleures prestations ont souvent été contrariées par des blessures qui l4ont empêché de franchir le dernier palier le menant à un poste de titulaire.
Il tente alors un retour en L2 à Guingamp, tout juste relégué de L1 et largement favori pour la montée avec un groupe d'expérience et de qualité aux noms ronflants (Suarez, Le Lan, Ecker, Martini, Diop, Watier...). Mais l'expérience s'avère difficile, les résultats ne sont pas là, et subissant le changement d'entraîneur, Arnaud fait à peine plus de 20 matchs pour 3 buts.
Il tente alors de se relancer dans un club plus modeste avec les Chamois niortais FC, tout juste promu de National, avec lequel il retrouve son ancien entraîneur de l'AS Beauvais : Jacky Bonnevay. Malgré deux bonnes saisons en L2, il ne peut empêcher la descente en National en 2008 mais décide de continuer l'aventure dans ce championnat. L'aventure en 2008/2009, dans la troisième division française est un véritable calvaire. Favori pour la montée en L2, Niort peine et se retrouve finalement relégué en CFA. Malgré la perte du statut pro, Arnaud joue la stabilité et s'engage sur le long terme en espérant insuffler un renouveau au sein de l'équipe des chamois. Ses efforts sont récompensés, en 2010, il est l'un des grands artisans du retour en National des chamois. Il réussit avec son équipe l'exploit d'enchainer une deuxième montée successive en 2012 et retrouve ainsi la L2.
Le 11 février 2013 , il rompt son contrat avec les Chamois niortais FC et décide de mettre un terme à sa carrière professionnelle.
Arnaud se lance un nouveau défi sportif en septembre 2015, amateur cette fois, en décidant de rejoindre un club de FUTSAL de la ville de Niort, le Racing Club Niortais.
Il effectue sa reconversion au sein des Chamois niortais en tant qu'entraîneur des jeunes.

## Carrière
| Saison                | Club                  | Championnat           | Championnat | Championnat | Coupe nationale | Coupe nationale | Coupe de la Ligue | Coupe de la Ligue | Compétition(s) continentale(s) | Compétition(s) continentale(s) | Compétition(s) continentale(s) | Sélection | Sélection | Sélection | Total | Total |
| Saison                | Club                  | Division              | M.          | B.          | M.              | B.              | M.                | B.                | Comp.                          | M.                             | B.                             | Équipe    | M.        | B.        | M.    | B.    |
| 1995 - 1996           | AJ Auxerre            | 1                     | 1           | -           | -               | -               | -                 | -                 | -                              | -                              | -                              | -         | -         | -         | 1     | 0     |
| 1996 - 1997           | AJ Auxerre B          | 4                     | -           | -           | -               | -               | -                 | -                 | -                              | -                              | -                              | -         | -         | -         | 0     | 0     |
| 1997 - 1998           | AJ Auxerre            | 1                     | 5           | 1           | 0               | 0               | 1                 | 0                 | Coupe Intertoto + Coupe UEFA   | 2                              | 0                              | -         | -         | -         | 8     | 1     |
| 1998 - 1999           | AJ Auxerre            | 1                     | 1           | 0           | 0               | 0               | 1                 | 1                 | -                              | -                              | -                              | -         | -         | -         | 2     | 1     |
| 1999 - 2000           | AJ Auxerre B          | 4                     | -           | -           | -               | -               | -                 | -                 | -                              | -                              | -                              | -         | -         | -         | 0     | 0     |
| 2000 - 2001           | AS Beauvais (prêt)    | 2                     | 34          | 2           | 0               | 0               | 1                 | 0                 | -                              | -                              | -                              | -         | -         | -         | 35    | 2     |
| 2001 - 2002           | AJ Auxerre            | 1                     | 12          | 1           | 0               | 0               | 0                 | 0                 | -                              | -                              | -                              | -         | -         | -         | 12    | 1     |
| 2002 - 2003           | AJ Auxerre            | 1                     | 14          | 1           | 3               | 0               | 1                 | 0                 | Ligue des champions            | 4                              | 0                              | -         | -         | -         | 22    | 1     |
| 2003 - 2004           | AJ Auxerre            | 1                     | 13          | 0           | 2               | 0               | 0                 | 0                 | Coupe UEFA                     | 3                              | 0                              | -         | -         | -         | 18    | 0     |
| 2004 - 2005           | AJ Auxerre            | 1                     | 10          | 1           | 3               | 1               | 1                 | 0                 | Coupe UEFA                     | 5                              | 0                              | -         | -         | -         | 19    | 2     |
| 2005 - 2006           | EA Guingamp           | 2                     | 23          | 3           | 0               | 0               | 4                 | 3                 | -                              | -                              | -                              | -         | -         | -         | 27    | 6     |
| 2006 - 2007           | Chamois niortais      | 2                     | 33          | 6           | 3               | 1               | 1                 | 0                 | -                              | -                              | -                              | -         | -         | -         | 37    | 7     |
| 2007 - 2008           | Chamois niortais      | 2                     | 22          | 4           | 3               | 1               | 1                 | 0                 | -                              | -                              | -                              | -         | -         | -         | 26    | 5     |
| 2008 - 2009           | Chamois niortais      | 3                     | 32          | 2           | 2               | 0               | 1                 | 0                 | -                              | -                              | -                              | -         | -         | -         | 35    | 2     |
| 2009 - 2010           | Chamois niortais      | 4                     | 30          | 13          | 0               | 0               | -                 | -                 | -                              | -                              | -                              | -         | -         | -         | 30    | 13    |
| 2010 - 2011           | Chamois niortais      | 3                     | 36          | 7           | 0               | 0               | 1                 | 0                 | -                              | -                              | -                              | -         | -         | -         | 37    | 7     |
| 2011 - 2012           | Chamois niortais      | 3                     | 30          | 9           | 2               | 2               | 1                 | 0                 | -                              | -                              | -                              | -         | -         | -         | 33    | 11    |
| 2012 - 2013           | Chamois niortais      | 2                     | 12          | 0           | 2               | 0               | 1                 | 0                 | -                              | -                              | -                              | -         | -         | -         | 15    | 0     |
| Total sur la carrière | Total sur la carrière | Total sur la carrière | 309         | 50          | 19              | 5               | 15                | 3                 | -                              | 14                             | 0                              | 0         | 0         | 0         | 357   | 58    |

## Palmarès
- Champion de France en 1996 (AJ Auxerre)
- Vainqueur de la Coupe de France en 2003 et 2005
- Vainqueur de la Coupe Intertoto en 1997
- Vainqueur du championnat de National 3 en 1996 (AJ Auxerre)
- Finaliste du Trophée des champions en 2003 (AJ Auxerre)
- Vainqueur du Championnat d'Europe de football des moins de 19 ans 1996